# Cheney (Washington)
Cheney is een plaats (city) in de Amerikaanse staat Washington, en valt bestuurlijk gezien onder Spokane County.

## Demografie
Bij de volkstelling in 2000 werd het aantal inwoners vastgesteld op 8832.
In 2006 is het aantal inwoners door het United States Census Bureau geschat op 10.360, een stijging van 1528 (17,3%).

## Geografie
Volgens het United States Census Bureau beslaat de plaats een oppervlakte van
10,7 km², waarvan 10,6 km² land en 0,1 km² water. Cheney ligt op ongeveer 704 m boven zeeniveau.

## Plaatsen in de nabije omgeving
De onderstaande figuur toont nabijgelegen plaatsen in een straal van 24 km rond Cheney.